# خورخه رافائل ویدلا
خورخه رافائل ویدلا (به اسپانیایی: Jorge Rafael Videla) (زادهٔ ۲ اوت ۱۹۲۵ بوئنوس آیرس – درگذشتهٔ ۱۷ مه ۲۰۱۳) ۴۳امین رئیس‌جمهور آرژانتین از سال ۱۹۷۶ تا ۱۹۸۱ بود. او پس از کودتایی که ایزابل مارتینز پرون را برکنار کرد، به قدرت رسید. پس از بازگشت دموکراسی به آرژانتین، او به خاطر نقض گستردهٔ حقوق بشر و «جنایت علیه بشریت» که در زمان حکومت او صورت گرفت، محاکمه و محکوم به حبس ابد شد.

## اواخر زندگی و مرگ

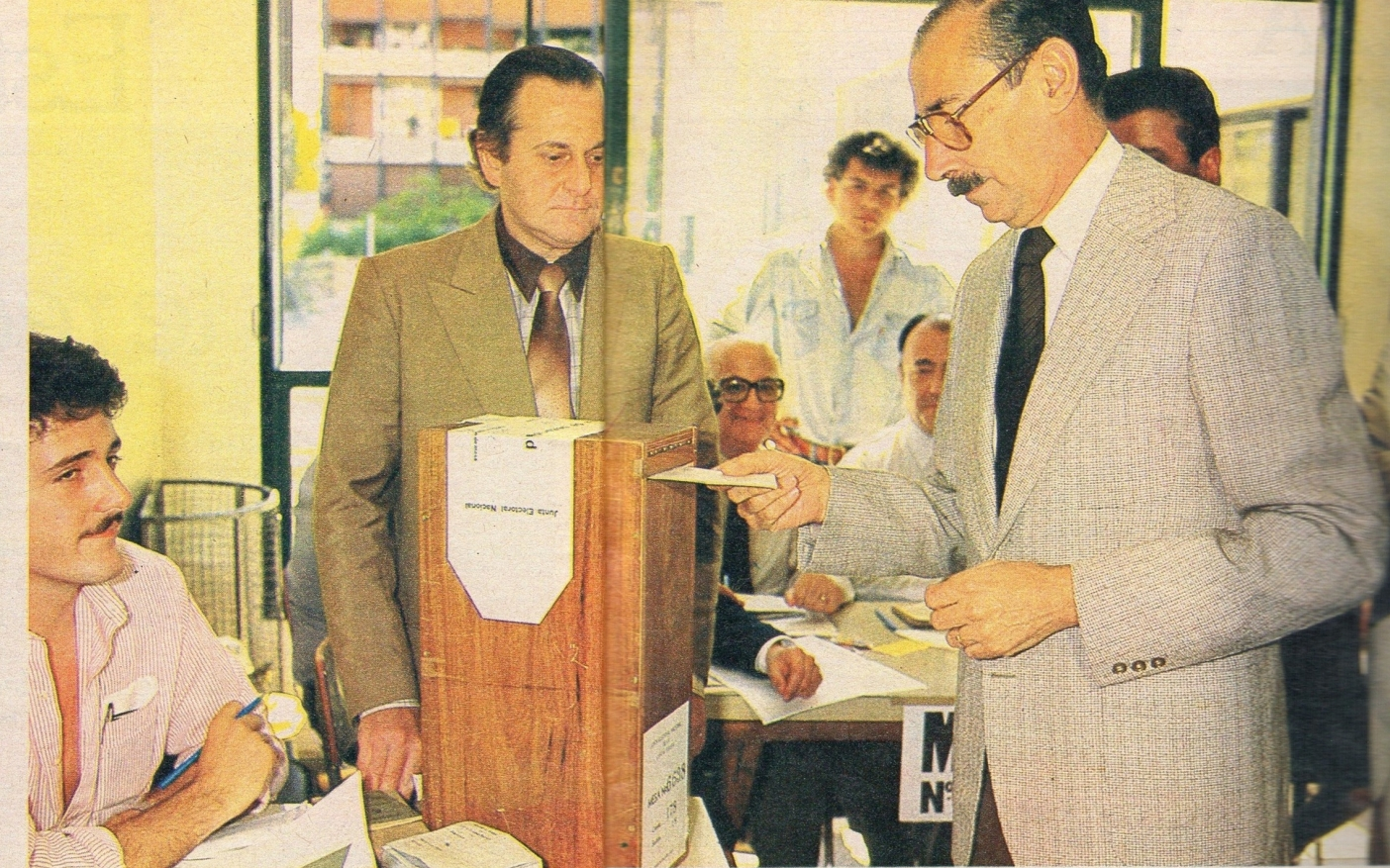
دیکتاتور خورخه رافائل ویدلا، رئیس جمهور بالفعل آرژانتین بین سال های 1976-1981، در انتخابات ریاست جمهوری 1983 رای می دهد، که نشان دهنده احیای قطعی دموکراسی در کشورش پس از دیکتاتوری آغاز شده توسط او بود.

ویدلا در ۲۹ مارس ۱۹۸۱ قدرت را به روبرتو ادواردو ویولا واگذار کرد. در ۷ آوریل ۱۹۸۲، ویدلا در مراسم ادای سوگند ژنرال ماریو بنجامین منندز به عنوان فرماندار جزایر مالویناس شرکت کرد. در پی شکست در جنگ فالکلند و در پی آن سقوط حکومت نظامیان در سال ۱۹۸۲، دموکراسی آرژانتین در سال ۱۹۸۳ احیا شد.
دولت جدید پیگرد افسران عالی‌رتبه را به دلیل جنایاتی که در دوران دیکتاتوری مرتکب شدند، در آنچه محاکمه حکومت نظامیان نامیده می‌شد، آغاز کرد. ویدلا به چندین قتل، آدم‌ربایی، شکنجه و بسیاری از جنایات دیگر محکوم شد. او به حبس ابد محکوم شد.
در سال ۱۹۹۰، رئیس‌جمهور کارلوس منم، ویدلا و بسیاری دیگر از اعضای زندانی سابق رژیم نظامی را عفو کرد. منم همچنین فرماندهان چریک‌های چپ را که متهم به تروریسم بودند عفو کرد. رئیس‌جمهور منم در یک سخنرانی تلویزیونی خطاب به ملت گفت: «من احکام را امضا کرده‌ام تا بتوانیم بازسازی کشور را در صلح، آزادی و عدالت آغاز کنیم… ما از رویارویی‌های طولانی و ظالمانه آمده‌ایم. زخمی در آن وجود داشت. شفا بده».
ویدلا برای مدت کوتاهی در سال ۱۹۹۸ زمانی که قاضی او را به جرم ربودن نوزادان در طول جنگ کثیف، از جمله فرزند سیلویا کوینتلا دساپارسیدا، و ناپدید شدن فرماندهان ارتش انقلابی خلق (ERP)، ماریو روبرتو سانتوچو، مجرم تشخیص داد، به زندان بازگشت. ویدلا ۳۸ روز را در بخش قدیمی زندان کازروس گذراند. به دلیل مسائل بهداشتی، وی بعداً به حبس خانگی منتقل شد.
پس از انتخاب رئیس‌جمهور نستور کرشنر در سال ۲۰۰۳، تلاش‌های گسترده‌ای در آرژانتین برای نشان دادن غیرقانونی بودن حکومت ویدلا صورت گرفت. دولت دیگر ویدلا را به عنوان رئیس‌جمهور قانونی کشور به رسمیت نمی‌شناخت و پرترهٔ او از مدرسهٔ نظامی حذف شد. در سال ۲۰۰۳، کنگرهٔ فینال Ley de Punto را که به تعقیب جنایات تحت دیکتاتوری پایان داده بود، لغو کرد. در سال ۲۰۰۵، دادگاه عالی آرژانتین حکم داد که این قانون مغایر با قانون اساسی بوده‌است. دولت پیگرد جنایات علیه بشریت را دوباره آغاز کرد.
در ۶ سپتامبر ۲۰۰۶، قاضی نوربرتو اویارباید حکم داد که عفوهای اعطا شده توسط رئیس‌جمهور منم خلاف قانون اساسی است. در ۲۵ آوریل ۲۰۰۷، یک دادگاه فدرال عفو رئیس‌جمهور ویدلا را لغو کرد و محکومیت وی را برای نقض حقوق بشر بازگرداند.
او در ۲ ژوئیهٔ ۲۰۱۰ به دلیل اتهامات جدید نقض حقوق بشر در رابطه با مرگ ۳۱ زندانی که تحت حکومت او مرده بودند محاکمه شد. سه روز بعد، ویدلا مسئولیت کامل اقدامات ارتش خود را در دوران حکومت خود بر عهده گرفت و گفت: «من مسئولیت را به عنوان بالاترین مقام نظامی در طول جنگ داخلی می‌پذیرم. زیردستان من دستورهای من را اجرا کردند.» ویدلا مجرم شناخته شد و به حبس ابد محکوم شد. دستور داده شد که بلافاصله پس از محاکمه به یک زندان غیرنظامی منتقل شود. در صدور حکم، قاضی ماریا البا مارتینز گفت که ویدلا «مظهر تروریسم دولتی» است. ویدلا در طول محاکمه گفت که «دشمنان دیروز در قدرت هستند و از آنجا تلاش می‌کنند تا یک مارکسیست ایجاد کنند».

## جرائم
او در سال ۲۰۱۰ به جرم جنایت علیه بشریت در دادگاهی در آرژانتین محاکمه شد. و در پی محاکمه به خاطر کشتارهای دوران حکومت دیکتاتوری‌اش در سال‌های ۱۹۷۶ تا ۱۹۸۳ میلادی که طی آن ۳۰ هزار نفر ناپدید شدند به حبس ابد محکوم شد.
در سال ۲۰۱۲ میلادی، دادگاه دیگری در آرژانتین، وی و چند تن از افسران ارشد حکومت وی را به جرم «رُبایش سازماندهی‌شده» حداقل ۴۰۰ کودک متعلق به خانواده‌های زندانی سیاسی چپ‌گرا در فاصلهٔ سال‌های ۱۹۷۶ تا ۱۹۸۳ میلادی، محاکمه کرد. کودکان ربوده‌شده به حضانت خانواده‌های افسران نظامی طرفدار رژیم حاکم سپرده می‌شدند. این در حالی بود که بیشتر والدین کودکان ربوده‌شده، در زندان‌های حاکمان نظامی جان خود را از دست دادند. خورخه رافائل ویدلا به‌دلیل نقش‌اش در این جنایت به ۵۰ سال حبس محکوم شد.
خورخه رافائل ویدلا در ۱۷ مه ۲۰۱۳ در سن ۸۷ سالگی درگذشت.